# Distretto di Beilin (Shaanxi)
Il distretto di Beilin (碑林区S, Bēilín QūP) è un distretto della Cina, situato nella provincia dello Shaanxi e amministrato dalla città-prefettura di Xi'an.